# Витез, Антуан
Антуан Витез (фр. Antoine Vitez, 20 декабря 1930, Париж — 30 апреля 1990, там же) — французский театральный актёр и режиссёр, педагог, переводчик, одна из крупнейших фигур французской сцены 60-80-х годов.

## Биография
Антуан Витез — сын фотографа, его квартира и мастерская располагались в XV округе Парижа. Окончил лицей Бюффона, прослушал курс русского языка в лицее Людовика Великого. В 1948 году записался в школу при «Театре Старой голубятни» и в Школу восточных языков. В 1949 году начал свою актёрскую карьеру. Провалился при поступлении в Высшую национальную консерваторию драматического искусства (1950). Играл в театрах, на радио, дублировал роли в кино. Член ФКП (в 1979 году вышел из партии после вторжения советских войск в Афганистан). В 1958 году познакомился с Луи Арагоном, в 1960—1962 годах был его секретарем. Окончил театральные курсы Тани Балашовой. Был близок к Жану Вилару, печатался в его журнале «Bref». В 1957 году вместе с Аленом Рекуэном поставил в Театре Старой голубятни свою обработку сказки Алексея Толстого Золотой ключик. В 1966 году дебютировал в качестве режиссёра, поставив на сцене дома культуры в Кане «Электру» Софокла в собственном переводе (в 1971 году вновь поставил эту пьесу, с текстовыми вставками Янниса Рицоса).
Был знаком со многими деятелями советской культуры. Поддерживал дружеские с поэтом Г. Н. Айги, который с конца 1980-х неоднократно гостил у него. В апреле 1989 в Чувашском государственном художественном музее, на родине Айги, открылась выставка, посвященная творчеству А. Витеза. Экспонировались театральные издания, поэтическая литература, фотографии и оригинальные графические рисунки Витеза, а также произведения современных художников Чувашии. Было издано специальное книжное приложение к республиканской газете «Молодой коммунист», подготовленное Г. Н. Айги и А. П. Хузангаем.
Переводил Эсхила, Софокла, Якоба Ленца, А. П. Чехова, В. В. Маяковского, Янниса Рицоса и др.

## Репертуар
В дальнейшем ставил драмы Фернандо де Рохаса, Робера Гарнье, Шекспира, Расина, Мольера, Антониу Жозе да Силва, Бомарше, Мариво, Гёте, Якоба Ленца, Гюго, Жарри, Брехта, Клоделя, Кокто. Не раз обращался к русской и советской драматургии — поставил «Баню» В. Маяковского (1967), «Дракона» Е. Шварца (1968), «Чайку» А. Чехова (1970), «Ревизора» Н. Гоголя (1980), «Цаплю» В. Аксёнова (1984). Ставил пьесы по Евангелию от Иоанна, сказкам Ш. Перро, прозе Г. Флобера, Л. Арагона, М. Турнье, П. Гийота. Был режиссёром нескольких оперных спектаклей («Орфей», «Свадьба Фигаро», «Макбет», «Отелло», «Пеллеас и Мелисанда» Дебюсси, «Красная перевязь» Апергиса). Работал в театрах Италии, Канады. Стремился создать, по его собственному выражению, «элитарный театр для всех».
Играл на сцене в пьесах Софокла, Шекспира, Корнеля, Расина, Мольера, Гёте, Гюго, Пиранделло, Клоделя, Оскара Милоша, М. Булгакова, Вс. Вишневского, постановках по романам И. Гончарова, Арагона, исполнял роли в кино («Война окончена» Алена Рене, «Моя ночь у Мод» Эрика Ромера, «Признание» Коста-Гавраса, «Зелёная комната» Франсуа Трюффо, «Écoute voir» Уго Сантьяго) и на телевидении.

## Педагогическая и административная деятельность
С 1968 преподавал в Высшей национальной консерватории драматического искусства. В 1972 открыл в Иври-сюр-Сен, южном пригороде Парижа, свой Théâtre des Quartiers, руководил им до 1981. Впоследствии возглавлял в Париже Национальный театр Шайо (до 1988). С июня 1988 до безвременной кончины был генеральным администратором Комеди Франсэз и директором театра Одеон.

## Признание и наследие
Театр в Иври носит имя режиссёра. С 1995 Дом Антуана Витеза в Монпелье издает Тетради Антуана Витеза. Лекции режиссёра («12 уроков») распространяются на видео.
В 2010 ученик Витеза, режиссёр Робер Кантарелла поставил спектакль Витез с голоса, воспроизводящий мизансцены трех спектаклей учителя.